# Spike-Kap
Das Spike-Kap ist ein nacktes Felsenkap an der Scott-Küste des ostantarktischen Viktorialands. Es ist durch den Rückzug des Wilson-Piedmont-Gletschers freigelegt und liegt 6,5 km südlich der Dunlop-Insel. Das Kap markiert die nördliche Begrenzung der Einfahrt zur Bay of Sails.
Teilnehmer der Terra-Nova-Expedition (1910–1913) unter der Leitung des britischen Polarforschers Robert Falcon Scott kartierten es erstmals. Benannt hat es der Expeditionsgeologe Thomas Griffith Taylor (1880–1963) auf Vorschlag des Bootsmanns Robert Forde (1875–1959). Namensgebend ist die Ähnlichkeit zur Insel Spike Island vor Plymouth.